# Луї Фердинанд Прусський (1944–1977)
Принц Луї Фердинанд Оскар Крістіан Прусський (нім. Louis Ferdinand Oskar Christian Prinz von Preußen; 25 серпня 1944 — 11 липня 1977, Бремен), також відомий як Луї Фердинанд молодший або Лулу — німецький військовослужбовець, фенріх резерву бундесверу.

## Біографія
П'ята дитина і третій син принца Луї Фердинанда Прусського і великої княжни Кіри Романової. В 1967 році вступив в бундесвер, щоб стати офіцером резерву. В 1972 році розпочав навчання на банкіра, але продовжив брати участь у щорічних навчаннях бундесверу. В 1975 році батько оголосив Луї Фердинанда своїм спадкоємцем на посаді голови дому Гогенцоллернів, оскільки його старші брати уклали морганатичні шлюби. 15 травня 1977 року під час чергових навчань потрапив у важку аварію і був затиснутий між двома бронетранспортерами. Принц був доставлений в Бременську лікарню, де через 2 місяці помер від отриманих травм.

## Сім'я
24 травня 1975 року одружився з графинею Донатою цу Кастелль-Рюденгаузен. В пари народились 2 дітей:
- Георг Фрідріх (10 червня 1976) — теперішній голова дому Гогенцоллернів.
- Корнелія-Сесіль (30 січня 1978)